# 艾伦·伯格
艾伦·哈里森·伯格 (1934年1月 - 1984年6月18日) 是一位美国电台談話節目主持人。他是美国犹太人，支持无神论和美國自由主義，而且他拒絕承認犹太人是撒旦后裔。 他在主持電台節目時經常與來電觀眾爭辯。最終艾伦·伯格被白人至上主义组织秩序成员暗杀。 